# Govindapur (Parsa)
Govindapur (nep. गोविन्दपुर) – gaun wikas samiti w środkowej części Nepalu w strefie Narajani w dystrykcie Parsa. Według nepalskiego spisu powszechnego z 2001 roku liczył on 385 gospodarstw domowych i 2315 mieszkańców (1110 kobiet i 1205 mężczyzn).